# Alfabetul fenician
Alfabetul fenician este un abjad folosit inițial pentru scrierea limbii feniciene, dar care se crede că mai apoi a dus la apariția altor sisteme de scriere folosite astăzi, precum cel latin, arab, ebraic, grec și cel chirilic.
Cele mai vechi scrieri folosind abjadul fenician datează aproximativ din anul 1000 î.Hr., în inscripții găsite în orașele și coloniile feniciene de pe țărmul Mediteranei, ca de exemplu Byblos (azi în Liban) și Cartagina (nordul Africii). Dar cel mai vechi abjad este cel ugaritic și datează din 1200 î.Hr., cu 200 de ani mai vechi decât cel fenician. Ideea că abjadul fenician ar sta la originea tuturor alfabetelor, pe lângă faptul că este o idee eronată, se datorează descoperirii alfabetului ugaritic abia în 1920 pe când  cel fenician a fost descoperit cu aproximativ 220 de ani înaintea acestuia.

## Literele alfabetului
Alfabetul fenician este un abjad (un alfabet consonantic, care nu notează vocalele; acestea trebuie deduse din context).
Tabelul de mai jos cuprinde literele alfabetului fenician cu numele și înțelesurile de origine, și arată la care litere a dat naștere în alfabetele ebraic, arab, grec, latin și chirilic.
| Literă | Nume   | Înțeles          | Transliterare | Litera corespunzătoare în | Litera corespunzătoare în | Litera corespunzătoare în | Litera corespunzătoare în | Litera corespunzătoare în |
| Literă | Nume   | Înțeles          | Transliterare | Alfabetul ebraic          | Alfabetul arab            | Alfabetul grec            | Alfabetul latin           | Alfabetul chirilic        |
| ------ | ------ | ---------------- | ------------- | ------------------------- | ------------------------- | ------------------------- | ------------------------- | ------------------------- |
| 𐤀      | ʼāleph | bou              | ʼ             | א                         | ﺍ                         | Αα                        | Aa                        | Аа                        |
| 𐤁      | bēth   | casă             | b             | ב                         | ﺏ                         | Ββ                        | Bb                        | Бб, Вв                    |
| 𐤂      | gīmel  | cămilă           | g             | ג                         | ﺝ                         | Γγ                        | Cc, Gg                    | Гг                        |
| 𐤃      | dāleth | ușă (toc)        | d             | ד                         | ﺩ                         | Δδ                        | Dd                        | Дд                        |
| 𐤄      | hē     | fereastră        | h             | ה                         | ﮬ                         | Εε                        | Ee                        | Ее, Єє                    |
| 𐤅      | wāw    | cîrlig           | w             | ו                         | ﻭ                         | Υυ                        | Ff, Uu, Vv, Ww, Yy        | Уу                        |
| 𐤆      | zayin  | armă             | z             | ז                         | ﺯ                         | Ζζ                        | Zz                        | Зз                        |
| 𐤇      | ḥēth   | gard             | ḥ             | ח                         | ﺡ                         | Ηη                        | Hh                        | Ии                        |
| 𐤈      | ṭēt    | roată            | ṭ             | ט                         | ﻁ                         | Θθ                        |                           | Фф                        |
| 𐤉      | yōdh   | braț             | y             | י                         | ﻱ                         | Ιι                        | Ii, Jj                    | Іі                        |
| 𐤊      | kaph   | palmă            | k             | כ                         | ﻙ                         | Κκ                        | Kk                        | Кк                        |
| 𐤋      | lāmedh | băț, nuia        | l             | ל                         | ﻝ                         | Λλ                        | Ll                        | Лл                        |
| 𐤌      | mēm    | apă              | m             | מ                         | ﻡ                         | Μμ                        | Mm                        | Мм                        |
| 𐤍      | nun    | șarpe            | n             | נ                         | ﻥ                         | Νν                        | Nn                        | Нн                        |
| 𐤎      | sāmekh | djed             | s             | ס                         | س                         | Ξξ, Χχ                    | Xx                        | Хх                        |
| 𐤏      | ʼayin  | ochi             | ʼ             | ע                         | ﻉ                         | Οο                        | Oo                        | Оо                        |
| 𐤐      | pē     | gură             | p             | פ                         | ﻑ                         | Ππ                        | Pp                        | Пп                        |
| 𐤑      | ṣādē   | papirus (plantă) | ṣ             | צ                         | ﺹ                         |                           |                           | Цц, Чч                    |
| 𐤒      | qōph   | maimuță          | q             | ק                         | ﻕ                         |                           | Qq                        |                           |
| 𐤓      | rēš    | cap              | r             | ר                         | ﺭ                         | Ρρ                        | Rr                        | Рр                        |
| 𐤔      | šin    | dinte            | š             | ש                         | ش                         | Σσ                        | Ss                        | Сс, Шш                    |
| 𐤕      | tāw    | semn             | t             | ת                         | ﺕ                         | Ττ                        | Tt                        |                           |